# Кацеблин, Алексей Иванович
Кацеблин Алексей Иванович (1902-1968) — советский живописец, один из первых профессиональных художников Карелии, организатор Карельского союза советских художников. 

## Биография
Родился в Петрозаводске. 
В 1919 — 1921 гг. обучался в Петрозаводской художественно — промышленной школе-мастерской. Окончил бывшую Академию художеств, первый национальный стипендиат.
Жил в Ленинграде, делал рисунки для газет, руководил рабочими художественными кружками. 
В 1930-1931 годах для Карельского государственного музея написал портреты героев и картины боёв гражданской войны в Карелии. 
С 1933 г. участвовал в выставках ленинградских художников, писал картины на темы, связанные с Карелией, в т.ч. исполнил для Карельского краеведческого музея картину «М. И. Калинин в ссылке в бывшей Олонецкой губернии».
В 1936-1941 гг. преподавал в Художественной студии Дома народного творчества в г. Петрозаводске
По командировке Ленинградского союза художников ездил на строительство Беломорско — Балтийского канала, где создал ряд картин, показанных затем на выставке «Индустрия социализма». 
Был одним из организаторов Карельского союза советских художников. 
В 1939 — 1940 гг. оформил павильон Карельской АССР на Всесоюзной сельскохозяйственной выставке. 
Умер в 1968 году в Ленинграде. 
Картины хранятся в РОСИЗО, Карельском Государственном Краеведческом музее.

## Выставки
- 1933 г. «15 лет РККА», Москва
- 1934 г. «Карелия в изобразительном искусстве», Петрозаводск
- 1934 г. Художественная выставка «XV лет РККА» (Живопись, скульптура, графика), Ленинград
- 1934 г. Художественная выставка «15 лет РККА» , Украинская ССР (Киев, Харьков)
- 1935 г. Выставка картин ленинградских художников, Москва
- 1936 г. 30-летие революции 1905 г. в Карелии, Петрозаводск
- 1936 г. Осенняя выставка ленинградских художников, Ленинград
- 1936 г. Выставка картин и графики ленинградских художников, Азербайджанская ССР
- 1936 г. «Осенняя выставка ленинградских художников», Ленинград
- 1937 г. Выставка картин, посвящённых Красной Армии, Ленинград
- 1938 г. Выставка произведений ленинградских художников, Казахская ССР
- 1939 г. Персональная выставка в г. Петрозаводске
- 1939 г. Всесоюзная художественная выставка «Индустрия социализма», Ленинград
- 1940 г. Выставка «Советское  Заполярье в живописи»
- 1940 г. Пятая выставка произведений ленинградских художников, Ленинград
- 1947 г. Выставка произведений ленинградских художников, Ленинград
- 1952 г. Выставка произведений ленинградских художников, Ленинград
- 1955 г. Весенняя выставка произведений ленинградских художников, Ленинград 1955 ГОД
- 1956 г. Осеняя выставка произведений ленинградских художников, Ленинград
- 1957 г. Ленинград: Выставка произведений ленинградских художников,  посвященная 40-летию Великой Октябрьской Социалистической революции
- 1958 г. Осеняя выставка произведений ленинградских художников, Ленинград